# 纳米克·凯末尔故居博物馆
纳米克·凯末尔故居博物馆（土耳其語：Namık Kemal Evi Müzesi）是一座故居博物馆，位于土耳其西北部泰基尔达，专注于土耳其诗人纳米克·凯末尔（1840-1888）的生平和作品。这是一座重建的19世纪房屋，于1993年改建为博物馆。

## 建筑
这座房子重建于1992年，获得了当地官方和慈善组织的捐款。这是奥斯曼建筑风格的三层房屋，模仿街区内仍然保存的老房子风格设计。
这所房子坐落在一座小山上，周围环绕着一个带围墙的大花园。花园的大门通向房子前面的街道，也是以诗人的名字命名：纳米克·凯末尔街（Namık Kemal Caddesi）。花园里有一个小型露天剧场，有舞台和观众席。
建筑物的外部覆盖着木头，给人一种旧木屋的外观。房子也可以从地下室的台阶进入。一楼铺有大理石。房子的六个房间是木头做的。

## 博物馆
博物馆在1993年12月21日正式开放。博物馆中，除了与纳米克·凯末尔相关的物品外，还展出了从该地区收集的民族志物品。地下室配有大型展板。一楼的入口大厅装饰着诗人的肖像，还有描绘加里波利半岛Bolayır的纳米克·凯末尔墓的油画，以及匈牙利民族英雄拉科齐·费伦茨二世（1676- 1735）的肖像，他在泰基尔达度过了最后几年的流放生涯。这里还有19世纪的传统手工艺品、照明设备，以及冲泡土耳其咖啡和土耳其茶的器具。客厅旁边是厨房，展示了泰基尔达及其周边地区使用的几乎所有厨具，例如食物研磨和准备工具、炊具和各种食物储存容器。建筑原来的食品储藏室用来展示阿塔图尔克在加里波利之战（1915–1916）期间的经历，这里还展示了在土耳其共和国成立后，与阿塔图尔克和泰基尔达有关的文件和照片。
通往二楼的楼梯墙上装饰着纳姆克·凯末尔和他的孙子的照片，以及几幅油画，分别描绘塞尔柱王朝的第三任苏丹、安纳托利亚的征服者阿尔普·阿尔斯兰（1029-1072年）；鲁米利亚的征服者苏莱曼帕夏（1316-1357），乘坐木筏穿越达达尼尔海峡；奥斯曼苏丹塞利姆一世 (1465–1520) 正在进行对欧洲的军事行动时，死于泰基尔达省的乔尔卢。三楼为典型的泰基尔达客厅。